# Lijst van voetbalinterlands België - Zwitserland (vrouwen)
Deze lijst van voetbalinterlands is een overzicht van alle officiële voetbalinterlands tussen de nationale vrouwenteams van België en Zwitserland. De landen hebben tot nu toe 21 keer tegen elkaar gespeeld.

## Wedstrijden
| №  | Plaats      | Datum             | Competitie              | Wedstrijd            | Uitslag |
| -- | ----------- | ----------------- | ----------------------- | -------------------- | ------- |
| 1  | Grenchen    | 21 mei 1977       | Vriendschappelijk       | Zwitserland − België | 2 − 2   |
| 2  | Diest       | 20 mei 1978       | Vriendschappelijk       | België − Zwitserland | 2 − 0   |
| 3  | Suhr        | 11 mei 1991       | Vriendschappelijk       | Zwitserland − België | 1 − 2   |
| 4  | Antwerpen   | 16 november 1991  | EK 1993 kwalificatie    | België − Zwitserland | 0 − 0   |
| 5  | Pfäffikon   | 11 april 1992     | EK 1993 kwalificatie    | Zwitserland − België | 0 − 1   |
| 6  | Bastenaken  | 13 maart 1999     | Vriendschappelijk       | België − Zwitserland | 2 − 1   |
| 7  | Zuchwil     | 11 maart 2000     | Vriendschappelijk       | Zwitserland − België | 1 − 0   |
| 8  | Meise       | 14 oktober 2000   | Vriendschappelijk       | België − Zwitserland | 1 − 1   |
| 9  | Sierre      | 18 november 2000  | Vriendschappelijk       | Zwitserland − België | 0 − 0   |
| 10 | Bouillon    | 6 september 2003  | Vriendschappelijk       | België − Zwitserland | 3 − 0   |
| 11 | Bazel       | 9 april 2004      | Vriendschappelijk       | Zwitserland − België | 0 − 0   |
| 12 | Bazel       | 11 april 2004     | Vriendschappelijk       | Zwitserland − België | 1 − 0   |
| 13 | Aarlen      | 25 maart 2005     | Vriendschappelijk       | België − Zwitserland | 2 − 1   |
| 14 | Ethe        | 27 maart 2005     | Vriendschappelijk       | België − Zwitserland | 0 − 4   |
| 15 | Bulle       | 5 mei 2007        | EK 2009 kwalificatie    | Zwitserland − België | 1 − 0   |
| 16 | Aat         | 27 april 2008     | EK 2009 kwalificatie    | België − Zwitserland | 3 − 1   |
| 17 | Nicosia     | 1 maart 2017      | Cyprus Women's Cup 2017 | België − Zwitserland | 2 − 2   |
| 18 | Leuven      | 5 oktober 2018    | WK 2019 kwalificatie    | België − Zwitserland | 2 − 2   |
| 19 | Biel/Bienne | 9 oktober 2018    | WK 2019 kwalificatie    | Zwitserland − België | 1 − 1   |
| 20 | Thun        | 22 september 2020 | EK 2022 kwalificatie    | Zwitserland − België | 2 − 1   |
| 21 | Leuven      | 1 december 2020   | EK 2022 kwalificatie    | België − Zwitserland | 4 − 0   |

## Samenvatting
| Competitie         | Totaal gespeeld | Winst België | Gelijk | Winst Zwitserland | Doelsaldo België – Zwitserland |
| ------------------ | --------------- | ------------ | ------ | ----------------- | ------------------------------ |
| WK-kwalificatie    | 2               | 0            | 2      | 0                 | 3 − 3                          |
| EK-kwalificatie    | 6               | 3            | 1      | 2                 | 9 − 4                          |
| Cyprus Women's Cup | 1               | 0            | 1      | 0                 | 2 − 2                          |
| Vriendschappelijk  | 12              | 5            | 4      | 3                 | 14 − 12                        |
| Totaal             | 21              | 8            | 8      | 5                 | 28 − 21                        |